# 北海道道1039号霧多布岬線

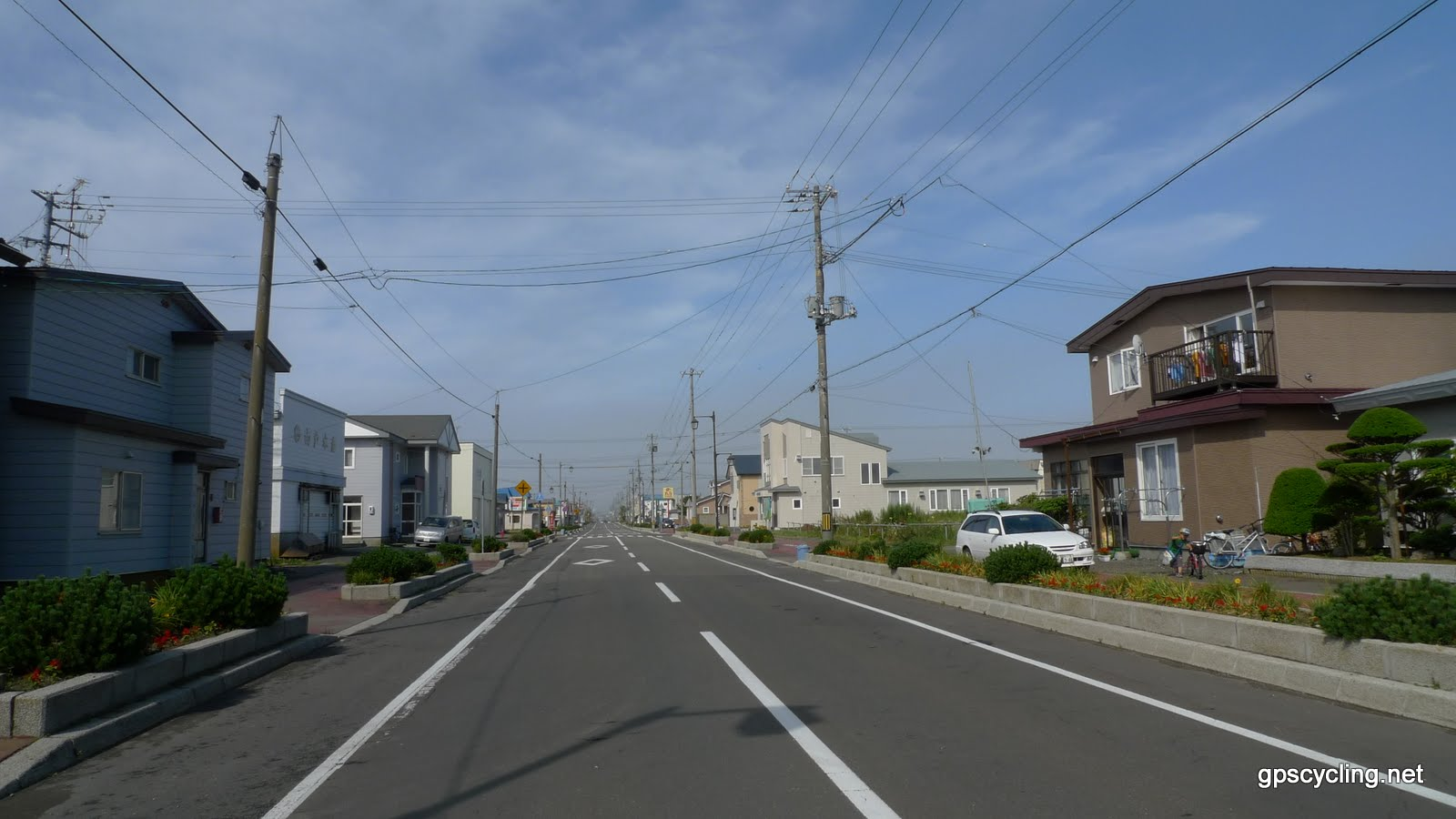
浜中町市街地（2009年8月）

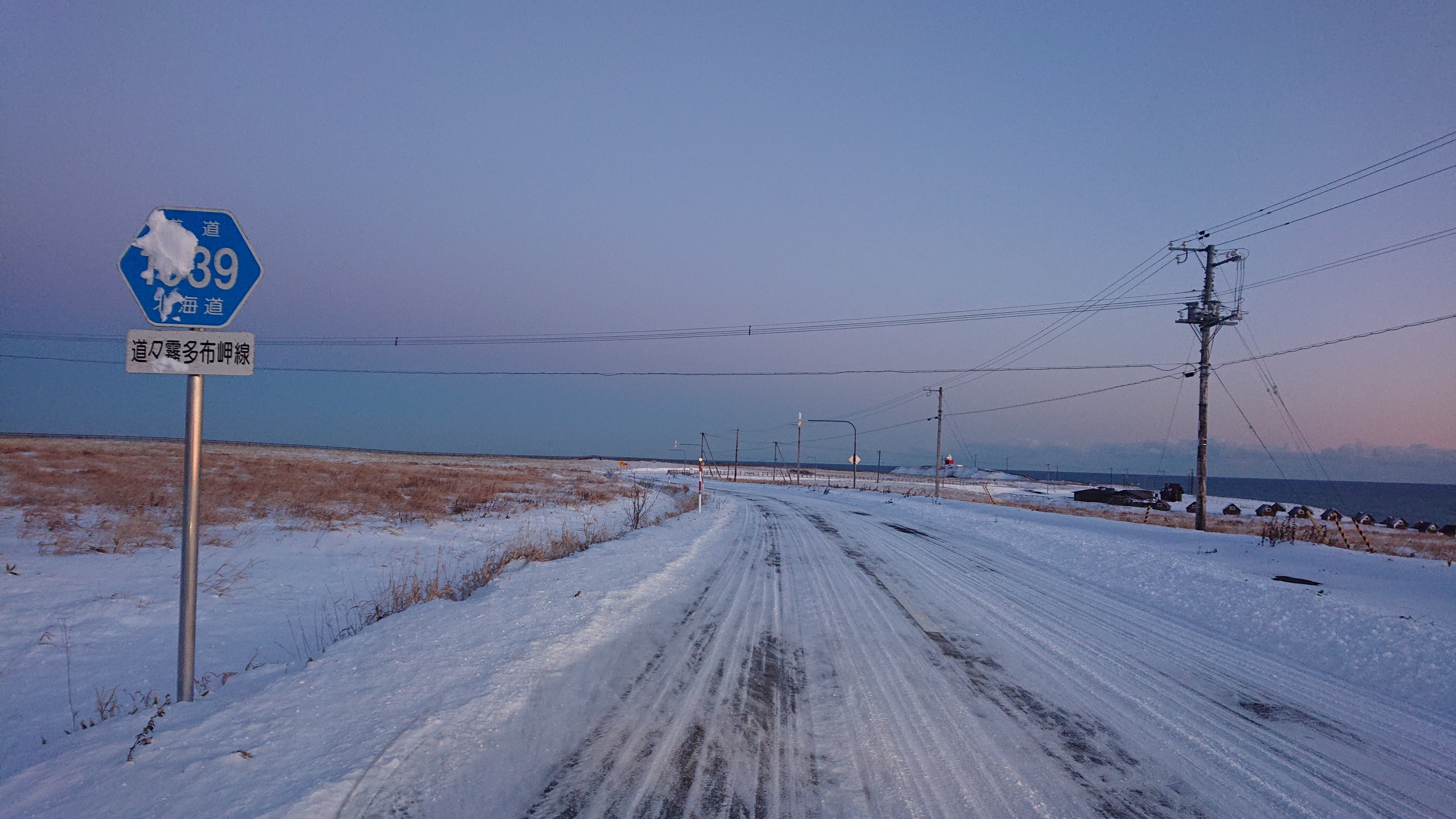
北海道道1039号霧多布岬線

北海道道1039号霧多布岬線（ほっかいどうどう1039ごう きりたっぷみさきせん）は北海道浜中町内を結ぶ一般道道（北海道道）である。

## 概要

### 路線データ
- 起点：北海道厚岸郡浜中町湯沸（霧多布岬）
- 終点：北海道厚岸郡浜中町新川東1丁目（北海道道123号別海厚岸線交点）
- 総延長：5.1km

## 歴史
- 1983年（昭和58年）3月31日 路線認定[1]。

## 路線状況

### 道路施設

#### 主な橋梁
- 霧多布大橋

## 地理

### 通過する自治体
- 釧路総合振興局
  - 厚岸郡浜中町

### 主な接続道路
浜中町
- 北海道道123号別海厚岸線 - 新川東1丁目（終点）